# جون آرمسترونغ الابن
جون أرمسترونغ (بالإنجليزية: John Armstrong Jr.)‏ (و. 1758 – 1843 م) هو سياسي، ودبلوماسي من الولايات المتحدة الأمريكية .
تولى منصب عضو مجلس الشيوخ الأمريكي .

## التعليم
تعلم في جامعة برنستون.

## روابط خارجية
- جون آرمسترونغ الابن على موقع الموسوعة البريطانية (الإنجليزية)
- جون آرمسترونغ الابن على موقع إن إن دي بي (الإنجليزية)